# کویو گونکان

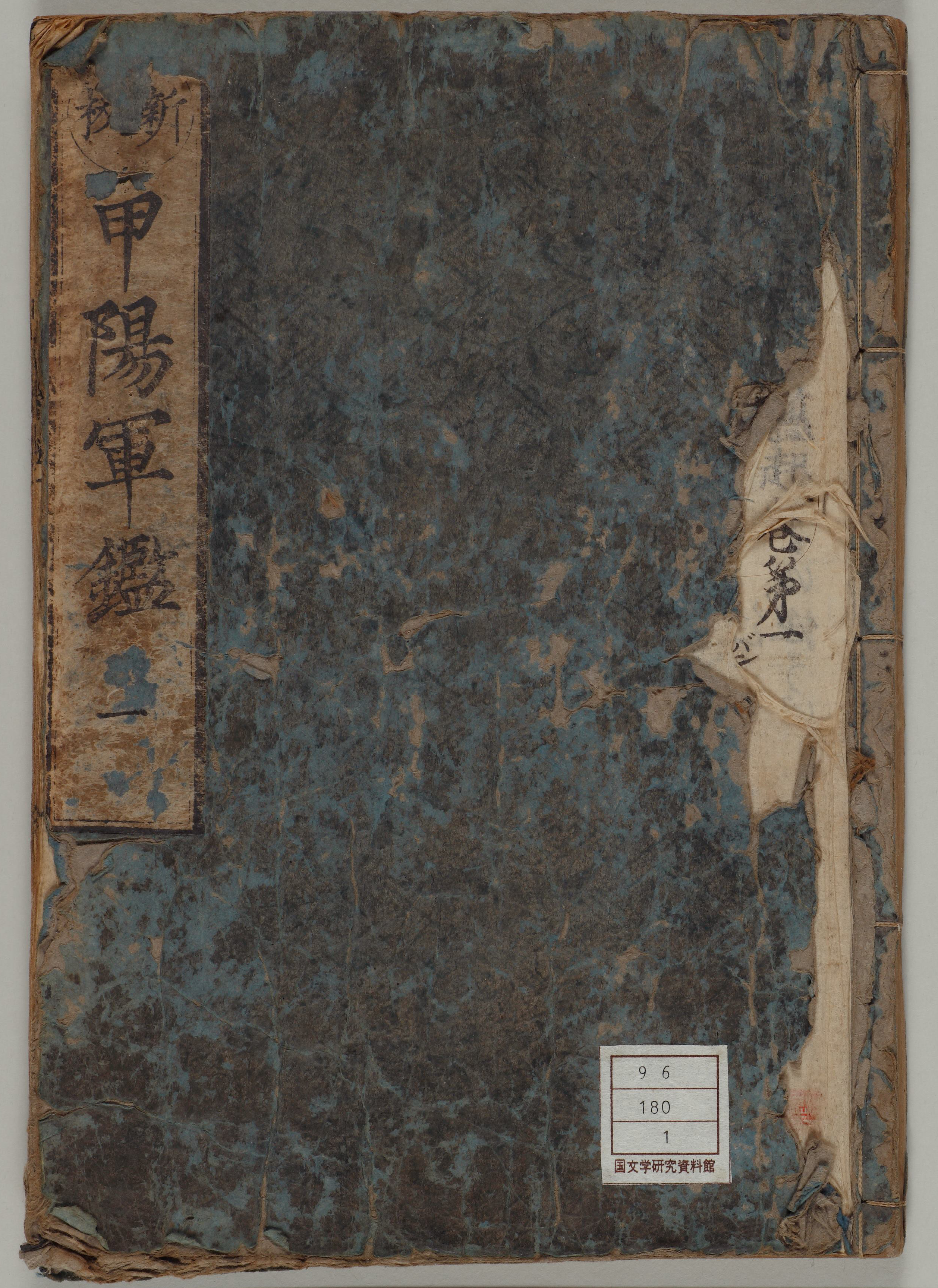
کویو گونکان

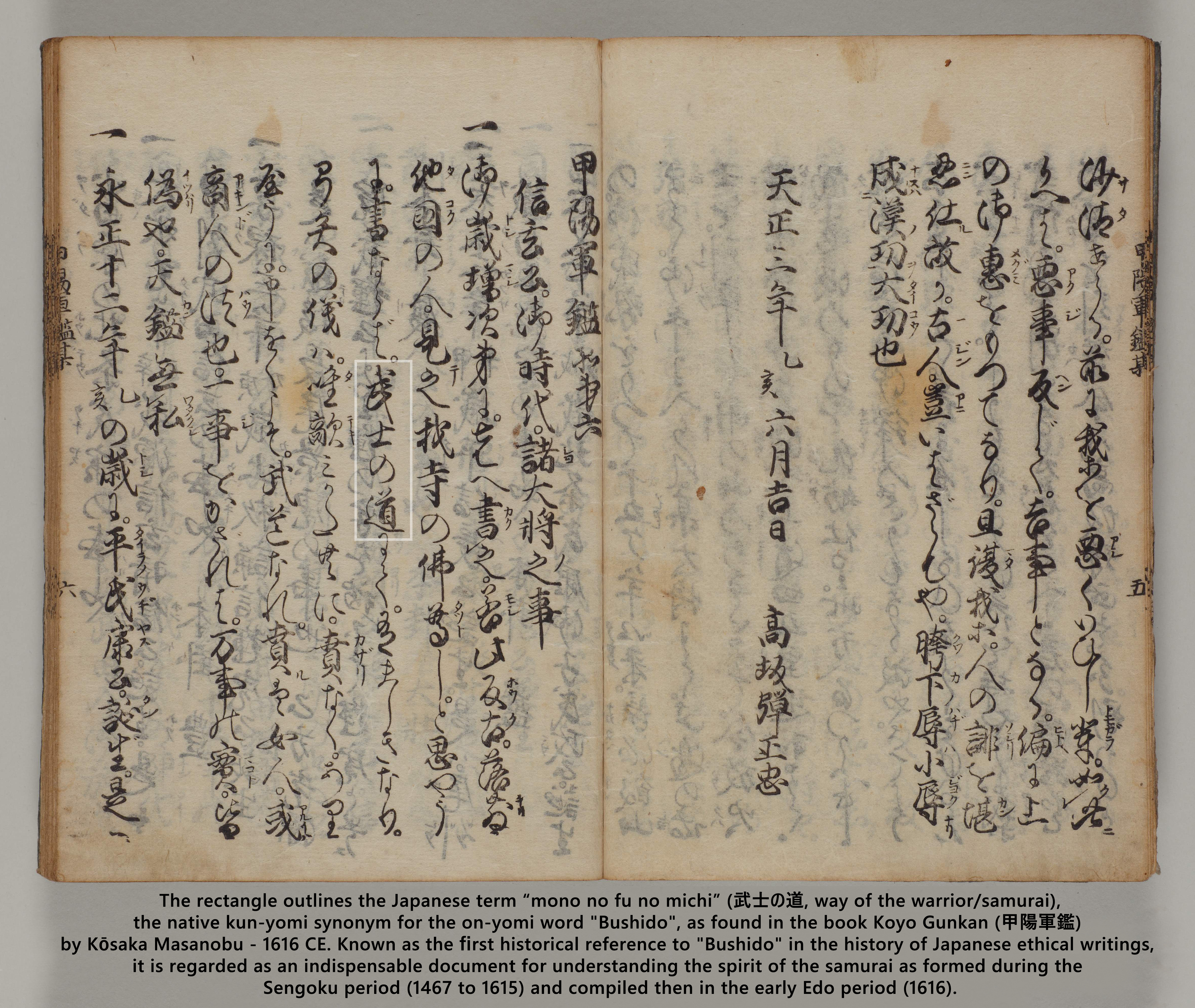
کلمه بوشیدو

کویو گونکان (به ژاپنی: 甲陽軍鑑 Kōyō Gunkan) یک کتاب تاریخی در مورد رخدادهای نظامی در خاندان تاکدا است که عمدتاً توسط کوساکا ماسانوبو نوشته شده و در سال ۱۶۱۶ توسط اوباتا کاگه‌نوری تکمیل شده است. اطلاعات این کتاب برخی توصیفات دقیق و آمار جنگ در دوره سنگوکو را در اختیار قرار می‌دهد. اصطلاح بوشیدو برای اولین بار در کویو گونکان استفاده شد.
کویو گونکان، یک کتاب علوم نظامی است که خاندان تاکدا را در آن زمان توصیف می‌کند. گفته می‌شود که این بر اساس دیکته و نوشته‌های کوساکا ماسانوبو، یکی از چهار پادشاه آسمانی تاکدا (در دوره متأخر) بود.
گفته می‌شود که شینگن پس از مرگش به جا گذاشت تا دارایی‌های دانشی مانند آرمان‌های خانواده تاکدا، تاریخ، علوم نظامی و آداب و رسوم را به ملازمی که به تاکدا کاتسویوری کمک می‌کردند، منتقل کند.
استراتژی‌ها و تاکتیک‌های شینگن که سون تزو را به خوبی مطالعه کرده بود، تأثیر زیادی بر خاندان توکوگاوا گذاشت. از آنجایی که حاوی شرح مفصلی از تاکتیک‌های نظامی خانواده تاکدا است که به عنوان قوی‌ترین آن‌ها مورد تحسین قرار می‌گرفت، در دوره ادو به یک کتاب درسی نظامی برای سامورایی‌ها تبدیل شد. برخی تصور می‌کردند که صحت «کویو گونکان» ضعیف است، زیرا در نام‌ها و نام‌های دوران افراد، اسناد جعلی به نظر می‌رسند و اشتباهاتی وجود دارد، اما تحقیقات اخیر نشان داده است که به عنوان یک سند ارزشمند در نظر گرفته می‌شود که فلسفه و واقعیت خانواده تاکدا را منتقل می‌کند.
گفته می‌شود «کویو گونکان» کتابی است که جوهر بوشیدو را به تصویر می‌کشد. اگرچه هیچ توصیف مستقیمی از چیستی بوشیدو وجود ندارد، اما می‌توانیم از طریق سخنان شینگن به تفکر سامورایی‌ها در آن زمان پی ببریم. همچنین توضیحات جالبی در مورد سازمان و استفاده از نیروی انسانی وجود دارد.
به عنوان مثال، گفته می‌شود که شینگن در مورد «دانش یک ژنرال خوب» چنین گفته است.
وقتی در یک نبرد پیروز می‌شوید، مهم است که هر یک از ملازمان خود به‌خاطر دستاوردهایشان ستایش کنید، حتی اگر اقدامات خودتان دلیل اصلی پیروزی باشد. ملازمان عالی طبیعتاً تحت چنین ژنرالی بزرگ می‌شوند.
یا کلمات زیر به جا مانده است.
«این نقض کشورداری است که همه مانند یک نفر به یک شکل باشند.»
به عبارت دیگر، به نفع دایمیوهایی نیست که کشور را اداره می‌کنند اگر ترجیح دهند فقط کسانی را جمع کنند که در یک جهت فکر می‌کنند یا خلق و خوی مشابه دارند. به عبارت دیگر اگر فقط افراد مطیع وجود داشته باشند که فقط با حرف‌ها و اعمال رئیس خو موافق باشند یا واقعاً با آنها بحث و جدل نداشته باشند، بحثی وجود نخواهد داشت و سازمان ضعیف تر می‌شود. برخی از افراد قدرتمند اطراف خود را با بله مردانی احاطه کرده‌اند که به آنچه آنها می‌گویند گوش می‌دهند، اما شینگن اینطور نبود. او به خوبی می‌دانست که ایده‌های چند وجهی منابع انسانی متنوع سازمان را تقویت می‌کند.
شینگن در «کویو گونکان» این کلمات را پشت سر گذاشت.
«می‌گویند چهار نوع ژنرال وجود دارد که کشورها و خاندان‌ها را ویران می‌کند: اولی ژنرال احمق، دوم ژنرال بیش از حد باهوش، سوم ژنرال ترسو و چهارم ژنرال بسیار قوی است». می‌گویند ژنرالی که بیش از حد قوی باشد، بیش از حد اعتماد به نفس پیدا می‌کند و به نظرات زیردستان خود گوش نمی‌دهد که در نهایت منجر به ویرانی کشور می‌شود.